# Journal of Orthomolecular Medicine
Journal of Orthomolecular Medicine é uma revista médica que abrange publica estudos em nutrição e medicina ortomolecular.